# Seznam planet série Nadace
Abecední seznam fiktivních planet vyskytujících se v proslulé sci-fi sérii Nadace včetně série Galaktická říše a série o robotech amerického spisovatele Isaaca Asimova. Celkem je v sérii Nadace (a obecně vesmíru Nadace) popsáno (nebo minimálně zmíněno) více než 70 planet.

## 61 Cygni
Hvězdný systém 61 Cygni v sektoru Siria je podle zmínky Lorda Dorwina jedním z možných v Otázce původu, kde vznikl lidský život.

## Alfa
Alfa je planeta, která obíhá kolem větší ze dvou hvězd binárního systému Alfa Centauri.
Golan Trevize odhalí její polohu při pokusu nalézt pozici Země v centru "ideální kulové sféry" vytvořené zadáním souřadnic 50 Intermitentních planet.
Planeta Alfa je tvořena celistvým oceánem, z něhož vystupuje jediný ostrov, který její obyvatelé nazývají Nová Země. Povrch Nové Země je 15 000 km² (pro srovnání – povrch Sardinie je 24 000 km²) a podnebí mírné. Místní lidé žijí prostým zemědělským životem, rybaří, pěstují plodiny a chovají zvířectvo. Ačkoli se mohou jevit na první pohled vřelí a přátelští, vytvořili si smrtící virus jako ochranu před vpádem cizinců. Ženy i muži jsou zvyklí chodit od pasu nahoru nazí.
Planeta Alfa byla terraformována ještě za doby Galaktické říše a jedinou souší je ostrov Nová Země. Janov Pelorat vysvětluje k historii toto: Říše za vlády císaře Kandara V. plánovala stvořit pevninu, kde by mohli žít poslední vyhnanci ze Země (ta se stala kvůli radioaktivitě neobyvatelnou). Nakonec se zájem Říše soustředil jinam a kontinenty již nebyly stvořeny. Alfa upadla v zapomnění po celá tisíciletí. Alfané proto hovoří archaickou verzí galaktického standardu. Technika je málo vyvinutá, jediné technologie, které Alfané znají jsou biotechnologie a ovládání počasí.
Z Alfy pochází např. Hiroko a Monolej.

## Anacreon
Anacreon je planeta na konci galaktické periferie asi 50 světelných let od Terminu. V době Galaktické říše byla hlavní planetou Anacreonské prefektury, Anacreonské provincie a po rozpadu Říše Anacreonského království. V rámci Říše býval Anacreon jednou z nejbohatších vzdálených provincií, předčil tehdy i Vegu.
Oblíbeným královským sportem je zde lov nyaků, mohutných ptáků.
Po odtržení periferie od Říše se Anacreonská prefektura rozpadla na 4 království: Anacreon, Smyrno, Konom a Daribow. Tato království se navzájem ohrožovala, vedla mezi sebou války a vytvářela různé aliance. Anselm haut Rodric zmiňuje bitvu mezi Anacreonem a Smyrnem při návštěvě Terminu.
Anacreon měl též v úmyslu dvakrát anektovat Nadaci, v letech 50 a 80 éry Nadace, což vyústilo v Seldonovy krize. Obě zažehnal tehdejší starosta Terminu Salvor Hardin.
Na Anacreonu se nachází oblast zvaná Samijské pustiny. Kolem roku 80 éry Nadace (druhá Seldonova krize) sestává Anacreonské království z 25 hvězdných soustav (z nich 6 má více než 1 obyvatelný svět) a čítá 19 000 000 000 obyvatel. Království je zaostalé a poměrně závislé na technologické pomoci Nadace. Ta ji sice poskytuje, ale veškeré důležité znalosti střeží kněží loajální Nadaci (vládne zde tzv. "vědecké náboženství" založené Salvorem Hardinem – jako prevence proti útokům na Terminus). Chrámy jsou centry pokroku. Známé anacreonské chrámy jsou:
- Thesalecký chrám – kolem roku 80 éry Nadace zde vybuchla jaderná elektrárna a zničila 5 obytných čtvrtí.
- Argolidský chrám – nachází se v blízkosti vicekrálovského paláce.

## Askone
Askone je jedna z planet Periférie, nachází se blízko Glyptalu IV. Na této planetě zadrží kupce Eskela Gorova z Nadace, neboť je zde zakázáno obchodovat s moderními technologiemi. Planetární představenstvo velmi lpí na minulosti a uctívání předků a veškerá technika je označována za hřích. Gorov je ve skutečnosti agent Nadace, jenž se pokoušel tuto bariéru prolomit. Vládcem Askone je duchovní – velmistr. Ale ani on není imunní vůči světským statkům.
Kolem roku 135 éry Nadace dojde k rozkvětu obchodu s Nadací, čehož ta využije ke zřízení misií, jež byly třeba k servisu prodaných výrobků (Nadace se od doby druhé Seldonovy krize stále opírala o doktrínu tzv. "vědeckého náboženství"). Byly zde založeny Chrámy zdraví, začaly se stavět semináře, kněžská hierarchie dostala samosprávu, čímž se oslabil vliv místního velmistra a planeta Askone se přidružila do Nadace.

## Asperta
Planeta zmíněná v knize Nadace a Říše starostou Terminu Indburem III, jenž se jménem vlády ohradil proti tamějším bezohledným obchodním praktikám.

## Aurora
Aurora je jedna z padesáti Intermitentních planet. Je z nich nejstarší a nejmocnější. Jméno Aurora znamená "úsvit". I zde se místní lidská populace obklopovala roboty, kteří lidem vytvářeli pohodlí a usnadňovali běžné věci. Za éry Elijáše Baleyho činil tento poměr 50 robotů na jednoho obyvatele. Počet obyvatel se ustálil na 200 000 000.
Aurora je nejstarším Intermitentním světem, jenž byl kolonizován přímo ze Země. Původně byl pojmenován jako Nová Země, později byl přejmenován na Auroru po římské bohyni úsvitu. Původní nepříliš rozmanité formy života byly nahrazeny pozemským biotopem (resp. uchovány v rezervacích). Byly přivezeny užitečné či okrasné rostliny a zvířata. Nově se rodící civilizace usilovala o kontrolu podnebí a celkově o snadno udržitelnou ekologickou rovnováhu. Při tzv. Říční kontroverzi (jednalo se o spor o vodní elektrárnu) hrozilo vypuknutí občanské války. Aurorský den má 22,3 pozemských hodin a rok 373,5 aurorských dní (0,95 pozemského roku). Planeta má dva měsíce – větší Titanus a menší Titanus II.
Encyclopedia Galactica charakterizuje Auroru takto: "Mýtický svět, zřejmě obydlený v prehistorických dobách za úsvitu mezihvězdné dopravy. Existují názorové proudy, že se jedná o mystický "původní svět", na němž se zrodilo lidstvo, a že se jedná o další název pro legendami opředenou "Zemi". Lidé z Mykogenského sektoru dávného Trantoru se údajně považovali za potomky obyvatel Aurory a z této teze vytvořili základ svého systému víry, o kterém se takřka nic jiného nedochovalo...". Mykogeňané ve svých legendách nazývali Auroru jmény jako "Nejstarší", "Jitřní svět".
Mezilidské vztahy jsou zde velmi volné, lidé mohou mít několik partnerů v manželství (tzv. simultánní manželství) a ve společnosti je běžný incest. Obyvatelé jsou v domácnosti obsluhováni roboty, kterým udílejí příkazy nejčastěji rychlou gestikulací. Každá domácnost má vlastní slovník různých znamení, který postupně rozšiřuje.

### Eos
Eos je administrativním střediskem Aurory. V éře Eliáše Baleyho má cca 20 000 obyvatel, což z něj činí největší z měst nejen na Auroře, ale i na ostatních Intermitentních planetách. Jen Eos má přibližně tolik obyvatel, kolik celá planeta Solaria. Počet robotů se pohybuje kolem 100 000. Nachází se zde např. Institut robotiky, sídlo Předsedy vlády atd.

## Baleyworld
Baleyworld je první planeta osadníků z druhé vlny kolonizace pojmenovaná na počest velitele první expedice - Bena (Bentley) Baleyho, syna Elijáše Baleyho. Zakladatel Bentley a jeho otec Elijáš (titulovaný jako „Předek“) jsou zde uctívaní, jejich životy jsou opředeny legendami. Stejně tak je v úctě i mateřská planeta Země, kterou obyvatelé Baleyworldu rádi navštěvují. Za svůj život by měl každý občan Baleyworldu alespoň jednou navštívit Zemi (obdoba poutě do Mekky). Baleyworld je poměrně chladná planeta s hustým příkrovem mraků a množstvím srážek, často sněhových. V tropických oblastech bývá horko a sucho, ale obyvatelé se soustřeďují spíše v chladnějších oblastech. Do moří byly vysazeny pozemské druhy ryb a dalších živočichů. V počátcích kolonizace byla hlavním vývozním artiklem surová vlna a také titan.
Z Baleyworldu pochází mnoho obchodníků cestujících vesmírem. Hlavním městem je Baleytown, kde sídlí vládní úřady, Kongres planety atd. Podobně jako na Zemi (tzv. „ocelové jeskyně“) i zde je většina budov pod povrchem. Nejde jen o pouhé napodobení, významným faktorem pro umístění budov pod povrch je i drsné počasí. Nejvyšší funkcí je zde předseda Direktoria (tzv. Direktor), mezi Direktory patřili např. Nephi Morler nebo Genevous Pandaral.

## Baronn
Zmíněna v knize Oblázek na obloze jako planeta, kde se narodil Bel Arvardan.

## Bonde
Planeta zmíněná v knize Nadace a Říše starostou Terminu Indburem III, kam Nadace vyslala delegaci na místní oslavu.

## Cil
Tato planeta leží na obchodní cestě mezi Kalganem a Tazendou. Je zmíněna v knize Druhá Nadace.

## Cinna
Cinna je planeta, kterou uvádí Dors Venabili jako svou rodnou planetu. Vzhledem k tomu, že Dors byla robot, je možné, že na Cinně nikdy nebyla. Podle Dors je Cinna malý nedůležitý svět, méně známý než Helicon, plný farem se spoustou dobytka, čtyř i dvounohého. O Cinně je záznam v encyklopedii Encyclopedia Galactica v souvislosti se setkáním Dors a Hari Seldona na Streelingské univerzitě na Trantoru l, čímž by existence planety měla být potvrzena.

## Comporellon
Planeta Comporellon obíhá hvězdu Epsilon Eridani. Původně byla známa pod názvem Baleyworld a později jako Benbally World. Jedná se o starou chladnou planetu.
V knize Nadace a Země má comporellonská vláda zájem o moderní kosmickou loď FS Vzdálená hvězda, jejíž posádku tvoří bývalý Radní první Nadace Golan Trevize, historik Janov Pelorat a mladá žena z Gaie Bliss. Trevizi se nakonec podaří zachránit situaci a hvězdolet udržet.
Z Comporellonu pochází bývalý přítel Golana Trevize (a agent Druhé Nadace) Munn Li Compor, ministryně dopravy Mitza Lizalor a historik Vasil Deniador.

## Damov
Damov je název planety Trantor, takto ji nazývají současní obyvatelé - prostí zemědělci (mentalici Druhé Nadace, kteří zde také žijí, ji stále nazývají Trantor). Po Velkém drancování se veškerá infrastruktura ocitla v troskách. Farmáři exportují kov z trosek a obdělávají uvolněnou půdu.

## Daribow
Jedno ze čtyř království v galaktické periferii, které vzniklo rozpadem Anakreonské prefektury kolem roku 50 éry Nadace. Stejně jako ostatní 3 království pozbylo znalosti o jaderné technologii a bylo nucené přejít na ropu a uhlí. Nadace na Terminu disponuje znalostmi o atomové technologii a obstarává všem 4 královstvím technologii, čímž se zároveň chrání před útokem některého z nich (během vlády starosty Salvora Hardina).

## Delicass
Nevýznamná zapadlá planeta do doby, než se na ni vydala královská rodina utíkající před Velkým drancováním na Trantoru. Poté byla přejmenována na Neotrantor. Nachází se pouhé 2 parseky od slunce Trantoru.

## Derowd
Planeta, na níž byl předmanželský sex naprosto tolerován. Hromadné sexuální aktivity byly zcela běžné a sex na veřejnosti nevzbuzoval nevoli (pokud kvůli němu nevznikla dopravní zácpa). Teorie byla taková, že lidé realizují své fantazie ještě před svatbou, poté už nelze porušit monogamii. Tato praxe ustala kolem roku 11 700 galaktické éry, zřejmě kvůli nátlaku ze strany okolních světů, které kvůli Derowdu ztratily velkou část příjmů z turistiky.

## Euterpe
Jedna z Intermitentních planet oblíbená pro své rozsáhlé deštné pralesy. Euterpe má jeden satelit Gemstone (česky Drahokam) o průměru 150 km, který obíhá v těsné blízkosti planety. Euterpe je pojmenována podle Euterpé - řecké Múzy hudby.

## Fermus
Planeta zmíněná v knize Druhá Nadace.

## Florina
V knize Kosmické proudy je Florina světem ovládaným planetou Sark. Její důležitost spočívá v pěstování vláknité rostliny, která roste i na jiných planetách, avšak pouze na Florině dává kyrt – surovinu, z níž se vyrábí látka pro vysoce kvalitní a pevné oblečení. Vzhledem ke své jedinečnosti je kyrt zdrojem obrovských příjmů.
Florina v době sarkanské nadvlády má populaci čítající 500 000 000 obyvatel světlé pokožky. Nejschopnější mladí lidé z Floriny jsou odvezeni na Sark, přeškoleni, dostane se jim určitých privilegií a vrací se na svou rodnou planetu jako "měšťané", guvernéři městeček. Dbají na pořádek a hlídají produkci kyrtu na plantážích. Tím je zajištěna jejich loajalita k Sarku. Měšťané nemohou mít děti, nechtějí-li ztratit postavení, tím pádem jsou nejlepší florinské geny potlačovány. Většina prostých obyvatel Floriny cítí nenávist k Sarkanům i jejich florinským posluhovačům, přestože (protože) je jim od dětství vštěpována poslušnost a úcta k pánům.
Na planetě je přibližně 100 kosmodromů (nepočítaje v to soukromé kosmodromy v Horním Městě), z nichž všechny až na jeden slouží nákladní dopravě. Jeden je vyhrazen i pro přepravu cestujících.

### Města
- Dolní Město – rozkládá se na povrchu pod Horním Městem a má vyšší životní standard než ostatní místa na Florině (s výjimkou Horního Města). Jsou zde lepší služby, schopnější doktoři, lépe vybavené nemocnice a místní obyvatelé si mohou dopřát i omezený luxus, což je jinde na planetě nemožné, neboť Floriňané pracují pouze jako námezdní síly pro blahobyt Sarkanů. Zde se dopravují suroviny a vyrábí zboží pro Horní Město. Jsou zde továrny, domy dělníků, provozovny na likvidaci odpadu a ostatní nezbytná infrastruktura a služby. S Horním Městem je propojeno nákladními výtahy.

- Horní Město – horizontální kovobetonová vrstva o rozloze 50 mil², jež spočívá na přibližně 20 000 ocelových sloupech nad Dolním Městem. V desce jsou pravidelné otvory, kterými proniká sluneční svit do Dolního Města. Zde žijí "zemané" – sarkanská aristokracie na Florině, florinští domorodci se uplatňují pouze jako služebníci, zahradníci, řidiči a stavební dělníci. Horní Město čítá 10 000 obyvatel. Na pořádek dohlížejí uniformované hlídky. Jsou tu paláce s rezidencemi Sarkanů, divadla, sportovní arény, nemocnice, soukromé kosmodromy, park, Florinská pobočka Sarkanské veřejné knihovny. Nemnoho budov zasahuje do obou měst, např. nemocnice a stanice hlídek. Známá infrastruktura: Kyrtová dálnice, třída Triffis, ulice Recket.

## Gaia
Gaia je planeta s kolektivním vědomím. Při jejím založení pomáhali roboti s telepatickými schopnostmi (konkrétně R. Daneel Olivaw) a obyvatelstvo tyto schopnosti převzalo a dále rozvíjelo. Postupně se součástí vědomí stali kromě lidské populace i fauna, flóra a také neživá příroda (hory, oceány…). Díky tomu na planetě vládne vyváženost, soulad a téměř dokonalá ekologická rovnováha. Všechny složky planety se podílí na všeobecném blahobytu. Každý obyvatel planety má přístup k celkovému vědění, individualismus a s ním i opozice jsou výrazně omezeny. Populace je udržována víceméně na konstantní úrovni, aby nedocházelo k nežádoucím jevům.
Díky kolektivnímu vědomí Gaia disponuje obrovskou mentální kapacitou, je mnohem silnější než sjednocená mysl (tzv. totální síť) mentaliků z Druhé Nadace. Dokáže upravovat myšlenky, ovládat na dálku předměty (např. manipulovat s vesmírnou lodí – o čemž se přesvědčil Golan Trevize) a to i přes hyperprostor.
Gaia náleží galaktograficky do sektoru Sayshellu – asi 10 parseků od Sayshellu, avšak jinak je nezávislá. Zachovává přísnou neutralitu a spíše dbá na nenápadnost. I když bylo několik pokusů o její ovládnutí, všechny skončily nezdarem (mentální schopnosti jsou velmi účinnou obranou). Gaia taktéž zajišťovala určitý stupeň nezávislosti Sayshellskému svazu, ať již v rámci první Galaktické říše, Mezkova impéria Svazu světů či Nadace.
Obíhá hvězdu třídy G-4 a má jeden přirozený satelit (průměr 50 km). Planeta se otočí kolem vlastní osy za 0,92 Galaktického standardního dne.
Gaia je (díky rozhodnutí Golana Trevize) předstupněm Galexie – živoucí galaxie s kolektivním vědomím.
Z Gaii pochází (i když to je nepřesný výraz, neboť všichni obyvatelé jsou de facto také Gaia) Bliss, Dom a Sura Noviová. Narodil se zde Mezek, odpadlík, jenž díky svým mentálním schopnostem málem způsobil zkázu Nadace. Gaiané mají dlouhá jména, čím delší jméno, tím větší prestiž, ale většinou se oslovují jen několika slabikami.

## Gamma Andromeda
Hvězdný systém v němž vybuchla jaderná elektrárna kolem roku 50 éry Nadace. Výbuch zabil miliony obyvatel a zničil minimálně polovinu planety. Neštěstí bylo způsobeno nízkou kvalitou náhradních dílů a oprav. Císařská vláda důsledkem toho plánovala omezení jaderné energie namísto školení a výchovy nových odborníků.

## Getorin
Rekreační svět vzdálený jen několik světelných let od Trantoru. Hari Seldon nabízel Yugo Amarylovi dovolenou na této planetě, aby si odpočinul od práce na psychohistorickém projektu.

## Glyptal IV
Planetární systém v galaktické periferii. Nadace se pokouší jej dostat do svého ekonomického vlivu 20 let před válkou s Korellem.

## Haven
Planeta Haven patří mezi 27 Svobodných obchodních světů, které se hodlají vzbouřit proti politice První Nadace během vlády starosty Nadace Indbura III. Poté, co se na scéně objeví Mezek a započne své expanzivní choutky, hodlají se tyto kupecké světy spojit s Mezkem proti Nadaci. Mezek tuto snahu ignoruje a napadne jak Nadaci, tak i kupecké světy. Po pádu První Nadace Svobodné obchodní světy ještě chvíli Mezkovi vzdorují, ale nakonec také podlehnou.
Na konferenci 27 Svobodných obchodních světů, která projednává nestabilní vojenskopolitickou situaci zastupuje Haven otec Torana Darella Fran a strýc Randu, jenž je zároveň vůdcem mezinárodní flotily kupeckých světů.
Planeta Haven vzdoruje Mezkovi nejdéle, uchýlí se sem na čas i Bayta a Toran Darellovi s Eblingem Misem, psychologem Nadace, než je hrozící kapitulace donutí odletět na Neotrantor (aby zde získali povolení od Dagoberta IX. pro vstup do Galaktické knihovny na Trantoru).

## Helicon
Helicon je planeta, na které se narodil Hari Seldon, zakladatel psychohistorie. Planeta s nízkou populací, nepříliš bohatá na přírodní zdroje se často ocitala ve sféře zájmu mocnějších sousedů. Helicon je pouze o procento či dvě větší než Trantor a během života Hariho Seldona byl rozdělen do 20 správních sektorů.
Helicon má slavnou školu bojových umění.
Působilo zde hnutí tzv. globalistů. Tito lidé byli přesvědčeni o tom, že Helicon je jediným obydleným světem vesmíru. Zpátečničtí globalisté tvrdili, že Helicon je vesmírem a kolem něj je pevná koule oblohy posetá malými světýlky a všechny důkazy existence Říše byly buď iluzí, či úmyslným klamem. Říšští úředníci byli podle nich Helicoňané, kteří tyto role z nějakého důvodu hráli. Globalisté hrozili převzetím moci, ale dosáhli jen oslabení říšského obchodu a ekonomiky, čímž rychle ztratili na popularitě. Hnutí se nerozpadlo úplně, hrstka věrných pokračovala a každých 10 let pořádali sraz zvaný Globální Kongres.
Na Heliconu měli jedno rozšířené úsloví: Když jedeš na gretim, tak zjistíš, že nemůžeš slézt, protože tě jinak sežere. Greti bylo místní vyhynulé divoké zvíře.

## Hesperos
Jedna z Intermitentních planet, na níž pobývala dr. Vasilia Aliena, dcera Hana Fastolfa.

## Hopara
Rodná planeta Lisunga Randy. Zmíněna v knize Předehra k Nadaci.

## Horleggor
Planetární systém, u něhož Mezek vybojoval jedno z prvních vítězství proti První Nadaci.

## Iss
Planeta Iss patří mezi 27 Svobodných obchodních světů, které se hodlají vzbouřit proti politice První Nadace během vlády starosty Nadace Indbura III. Poté, co se na scéně objeví Mezek a započne své expanzivní choutky, hodlají se tyto kupecké světy spojit s Mezkem proti Nadaci. Mezek tuto snahu ignoruje a napadne jak Nadaci, tak i kupecké světy. Po pádu První Nadace Svobodné obchodní světy ještě chvíli Mezkovi vzdorují, ale nakonec také podlehnou.
Na konferenci 27 Svobodných obchodních světů, která projednává nestabilní vojenskopolitickou situaci zastupuje Iss Mangin.

## Jennisek
Tradiční rival rodné planety Hariho Seldona Heliconu. Místní dějiny jej považují za nepřítele.

## Kalgan
Kalgan je planeta s bohatou tradicí aristokratické zábavy. Dvě stě let před narozením Hari Seldona se zde vytvořil velmi výnosný zábavní průmysl. Až do Mezkova příchodu byl tento průmysl velmi stabilní, poté začal upadat. Rekreovali se zde vládcové světů, zhýčkaní obchodníci Nadace, všelijací starostové a vyšší úředníci z říšského dvora.
Tuto planetu uchvátil jako svou první Mezek a postupně expandoval po Galaxii. Podařilo se mu zabrat jednu desetinu galaxie. Poté ustanovil Kalgan díky své centrální poloze hlavní planetou Svazu světů – svého impéria.
Na 10 let se ocitl Kalgan v roli galaktické metropole, avšak po smrti Mezka přišel postupný pád. Kalgan již nikdy nezískal zpět své výsadní postavení. Ve vládě se střídali muži, kteří byli Nadací nazýváni Lordi z Kalganu a sami se titulovali jako První Občan Galaxie a tak imitovali Mezka.
Na Kalganu se nachází Centrální divadlo, největší v Galaxii, v němž účinkovali hvězdy známé po celém vesmíru včetně Terminu. Módní centrum světa má název Květinová stezka. Stojí zde též starobylý a tajemný Mezkův palác, do něhož byl vstup zapovězen. Dovnitř se podíval knihovník z Nadace a sběratel informací o Mezkovi Homir Munn a Arkadie Darellová, vnučka Bayty a Torana Darellových, jimž vydal povolení Lord Stettin. Ten chtěl využít této vědecké návštěvy z Nadace pro svůj prospěch.

## Konom
Jedno ze čtyř království v galaktické periferii, které vzniklo rozpadem Anakreonské prefektury kolem roku 50 éry Nadace. Stejně jako ostatní 3 království pozbylo znalosti o jaderné technologii a bylo nucené přejít na ropu a uhlí. Nadace na Terminu disponuje znalostmi o atomové technologii a obstarává všem 4 královstvím technologii, čímž se zároveň chrání před útokem některého z nich (během vlády starosty Salvora Hardina).
Všechna 4 království jsou navzájem v napjatém vztahu a každé z nich se snaží získat výhodu nad ostatními.

## Korell
Korell je hlavní planeta Korellské republiky, svazu světů. Kolem roku 155 éry Nadace se zde ztratily 3 lodě Nadace, což bylo předzvěstí třetí Seldonovy krize. Korell byl jednou z těch republik, jejíž vládce je absolutním monarchou, ačkoli mu tak neříkají. Životní úroveň zde nebyla valná, časy Galaktické říše byly pryč a svědčily o nich jen pomníky a rozpadlé budovy. Komdor Asper Argo bránil přísnými omezeními obchodu s Nadací a zakázal misionářskou činnost.
Korell je podporován Říší, která mu dodává zbraně a přestože se Nadaci (konkrétně Hoberu Mallowovi) podaří prolomit bariéry a začít s obchodem, korellský vládce nakonec rozpoutá válku s Nadací, která trvá 3 roky, po nichž Korell kapituluje.

## Langano
Planeta, kde studoval Stettin Palver předtím, než se připojil k psychohistorickému projektu.

## Libair
V knize Kosmické proudy zmíněna jako planeta, jejíž obyvatelé mají velmi tmavou pokožku v rámci celé Galaxie. Pochází odsud Dr. Selim Junz.
Autor planetu pojmenoval podle africké země Libérie. Na planetách lidí tmavé rasy se dochovaly mýty o pradávných konfliktech. Libairské mýty vyprávěly o válkách mezi lidmi různé barvy pleti a že samotná planeta Libair byla založena kolonisty tmavé rasy, kteří uprchli před porážkou (což je paralela k založení Libérie osvobozenými otroky z Ameriky).

## Lingan
Lingan je jedna z bohatých planet regionu Nebuly. Zatímco mnohá politická seskupení tvořilo více slunečních soustav, Lingan zůstal po staletí samostatným civilizovaným světem. Bohatství vybudoval na své strategické poloze – křižovatce kosmických hyperprostorových skoků. Obsadil malé planetoidy, kde postavil servisní stanice pro kosmické lodi, jež obsahovaly vše od hyperatomových motorů po archivy filmoknih. Ze stanic vyrostla velká obchodní centra, z království Nebuly sem proudily nerosty, obilí, dřevo, hovězí maso, kožešiny, z Vnitřních světů stroje, různé přístroje a léčiva.
Na Linganu má své sídlo autarch – diktátor. Dříve zde vládly dynastie obchodní šlechty. Prvním aristokratickým rodům, které osídlily servisní stanice, nepatřilo mnoho půdy, neboť na asteroidech jí tolik nebylo a proto neměly rovnoprávné společenské postavení s rančery nebo statkáři z okolních planet. Ale měly dost peněz a tak si mohly statkáře koupit. Rovnováha moci na planetě oscilovala od rodu k rodu, intriky a palácové revoluce byly na denním pořádku. planeta trpěla nestálostí, občanské nepokoje ničily prosperitu. Plutokracie byla vyměněna za diktaturu a autarch udržoval rovnováhu. Moc Linganu vzrůstala a dokázala odolat i Tyrantům. Nebyli sice poraženi, jen zastaveni, ale od té doby již nedobyli žádnou další planetu. Lingan zůstal samostatným státem a s Tyrantem měl asociační dohody, jež mu zajišťovaly teoretickou rovnocennost.

## Livia
Zmíněna v knize Nadace a Země. Domov vědce Humbala Yariffa, který se pokoušel nalézt polohu Země.

## Locris
Locris (nebo též Loris) se nachází 20 parseků od Terminu a 800 parseků od Santanni. Z Locrisu se exportuje víno znamenité kvality. Během války Nadace s První říší (kampaň Bela Riose) byla planeta dočasně zabrána Říší. Je pojmenována podle regionu starověkého Řecka.
Z Locrisu pochází např. kapitán Nadace a pozdější generál a První Občan Svazu světů Han Pritcher nebo inženýr třetí třídy Fennel Leemore.

## Lyoness
Planeta zmíněná v knize Nadace a Říše starostou Terminu Indburem III, Nadace vede s planetou jednání o obchodní smlouvě.

## Lystena
Planeta, odkud pocházela soudkyně Tejan Popjens Lih.

## Massen
Planeta zmíněná v knize Druhá Nadace.

## Melpomenie
Melpomenie je jedna z padesáti Intermitentních planet.

## Mnemon
Planeta Mnemon patří mezi 27 Svobodných obchodních světů, které se hodlají vzbouřit proti politice První Nadace během vlády starosty Nadace Indbura III. Poté, co se na scéně objeví Mezek a započne své expanzivní choutky, hodlají se tyto kupecké světy spojit s Mezkem proti Nadaci. Mezek tuto snahu ignoruje a napadne jak Nadaci, tak i kupecké světy. Po pádu První Nadace Svobodné obchodní světy ještě chvíli Mezkovi vzdorují, ale nakonec také podlehnou.
Na konferenci 27 Svobodných obchodních světů, která projednává nestabilní vojenskopolitickou situaci zastupuje Mnemon Ovall Gri, jenž dostane zprávu o napadení své planety ještě během konference.

## Mores
Planeta zmíněná v knize Nadace a Říše starostou Terminu Indburem III, Nadace s planetou zdárně ukončila jednání o obchodní smlouvě.

## Nefelos
Nefelos je jedna z planet regionu Nebuly okupovaná Tyrantem. Pocházel odsud rančer Widemos, jenž zodpovídá za odvod daní z planety pro Tyranty a jeho syn Biron Farrill.

## Neotrantor
Původně planeta Delicass přejmenovaná po Velkém drancování na Neotrantor byla téměř jedno století sídlem poslední dynastie Říše. Sídlil zde mj. Dagobert IX.
Neotrantor je vzdálen pouhé 2 parseky od slunce Trantoru. Bývala to zapadlá planeta do doby, než se na ni vydala královská rodina utíkající před žárem Velkého drancování. Odsud spravovala pozůstatky kdysi slavné první Galaktické říše, v roce 297 éry Nadace však čítající pouhých 20 zemědělských světů.

## Nexon
Ve vzdálenosti 2 parseků (6,5 světelných let) od Solarie leží Nexon, s níž tvoří nejtěsnější pár Intermitentních planet. Solaria byla osídlena právě z Nexonu cca 300 let před érou Elijáše Baleyho. Tou dobou žilo na Nexonu přibližně 2 000 000 obyvatel. Životní úroveň začala klesat, počet robotů na obyvatele se začal snižovat. Majetnější občané si začali pořizovat letní domy na Solarii, čímž dali popud k její kolonizaci.

## Nishaya
Nikterak významný svět, kde se chovají kozy a odkud se vyváží kvalitní sýr.
Součást předříšského Trantorského království. Jako svou rodnou planetu ji uváděl Laskin Joranum během své kampaně za sesazení říšského Prvního ministra Eta Demerzela. Ve skutečnosti pocházel z trantorského sektoru Mykogen, odhalil jej jeho trantorský dialekt (Nishayané mluví velmi odlišnou verzí Galaktického standardu). Joranum byl po neúspěšném pokusu o uchvácení ministerského postu odeslán do vyhnanství právě na Nishayu, kde zemřel.

## Orša II
Kolem roku 150 éry Nadace hlavní planeta Normannického sektoru. Dříve byla hlavní planetou tohoto sektoru Siwenna, ale po prvním siwennském povstání se jím stala Orša II. Je vzdálená 20 parseků od Siwenny.

## Pallas
V knize Roboti úsvitu o něm mluví Santirix Gremionis s detektivem Elijášem Baleym jako o světě, v němž je součástí módy jednotný střih vlasů, který doplňují rozličné barvy.

## Radole
Planeta Radole patří mezi 27 Svobodných obchodních světů, které se hodlají vzbouřit proti politice První Nadace během vlády starosty Nadace Indbura III. Poté, co se na scéně objeví Mezek a započne své expanzivní choutky, hodlají se tyto kupecké světy spojit s Mezkem proti Nadaci. Mezek tuto snahu ignoruje a napadne jak Nadaci, tak i kupecké světy. Po pádu První Nadace Svobodné obchodní světy ještě chvíli Mezkovi vzdorují, ale nakonec také podlehnou.
Koná se zde konference 27 Svobodných obchodních světů, která projednává nestabilní vojenskopolitickou situaci. Byla vybrána díky své centrální poloze mezi Obchodními světy, její vojenský potenciál je z těchto 27 planet zřejmě nejmenší.
Je to pásový svět, tzn. oblast vhodná pro život se nachází v zóně tlumeného svitu obepínajícího planetu v podobě pásu. Zbytek planety je vystaven extrémním podmínkám – působení silného chladu a žáru. Hlavním městem je Radole City.

## Rhampora
Planeta známá díky svým ústřicím.

## Rhea
Rhea je jednou z dvojice největších planet na galaktickém jihu.

## Rhodie
Rhodie je jedna z planet regionu Nebuly okupovaná Tyrantem. Království Nebuly za Mlhovinou Koňská hlava byla osídlena 200 let poté než planety kolem Arcturu a čítá stovky planet. Podle Galaktického almanachu byla Rhodie tisícím devadesátým osmým světem osídleným člověkem. Rhodie si pod vládou schopné dynastie Hinriadů udržela dlouhodobou stabilitu a byla na cestě vytvořit transnebulární impérium, než se byla porobena Tyrantem.
Direktoriát Rhodie pokračoval ve správě regionu i po příchodu Tyrantů. Pod vedením direktora Hinrika V. se planeta připravuje na povstání proti okupantům. Pod zemí fungují laboratoře a vojenské komplexy, kde se vyvíjejí zbraně.
Na planetě se nachází odlehlé Jižní město, které leží daleko od hlavních rhodijských středisek.

## Rossem
Planeta s velmi chladným podnebím. V knize Druhá Nadace je popisována jako svět podrobený Tazendskou oligarchií.
Slunce Rossemu je malé a rudé. Devět měsíců v roce tu hustě sněží. Během období krátkého léta však teploty dosahují až 50 °C a zdejší odolná zrna plodin jsou schopná uzrát i během této velmi krátké doby. Více než polovinu povrchu planety pokrývají husté lesy, poskytují zásoby pevného dřeva, které slouží jako materiál na stavbu obydlí i jako důležitý exportní artikl.
Rossem během éry první Galaktické říše vyvážel kromě dřeva i určité nerosty a kožešiny. Importovány byly zemědělské stroje, atomové ohřívače a také např. televizory. V posledních dnech první Galaktické říše se zde uchýlilo několik politických vězňů, a aby nedezertovali, střežila je malá hvězdárna s posádkou.
Po rozpadu Říše byl Rossem zabrán Tazendou, jejíž výběrčí daní se usídlili ve vesnici Gentri. Obchod pokračoval nadále, tazendské výrobky sice nebyly tak kvalitní jako říšské, nicméně stále byly zapotřebí. Během existence Svazu světů byla Tazenda zničena Mezkovou flotilou, tomuto kroku předcházela návštěva Baila Channise a Hana Pritchera na Rossemu. Mezek uvěřil, že Tazenda je sídlem Druhé Nadace, což nebyla pravda – Mezek byl vlákán do pasti.

## Santanni
Santanni se nachází 9 000 parseků od Trantoru a 800 parseků od Locrisu.
V roce 12 058 galaktické éry se obyvatelstvo Santanni vzbouřilo proti Galaktické říši. Raych Seldon, syn Hari Seldona byl během povstání zabit při obraně Santannské univerzity.
Po založení Nadace vznikl čilý obchod mezi ní a Santanni, dokud nebyla obchodní cesta odříznuta povstáním na Anacreonu.
Při Mezkově expanzi byla planeta Santanni (tehdy náležející do území Nadace) obsazena v první fázi války s Kalganem.

## Sarip
Planeta Sarip leží poblíž Anacreonu.

## Sark
V knize Kosmické proudy je Sark planetou, která vládne Florině a kontroluje intergalaktický obchod s kyrtem.
Hlavním městem planety je Sark City. Nachází se zde mj. Úřad pro meziplanetární transport.
V době, kdy Sark ovládá Florinu, zde vládne 5 velkozemanů – potomků šlechtických rodů. Každý z nich má pod kontrolou jeden kontinent a dohromady mají v rukou celý obchod s kyrtem. V minulosti se Sarku podařilo ovládnout 6 světů, poté byl sám ovládán sousedními planetami. Když Sark odhalil florinský poklad – kyrt, zahájil válku, připoutal Florinu těsně k sobě a začal těžit z této devízy. Díky kyrtu se stal mocnou a bohatou planetou. Na Florinu si dělaly zálusk i další mocnosti včetně Trantoru, ale Sark si svůj poklad dobře hlídal.

## Sayshell
Kolem roku 499 éry Nadace je Sayshell hlavní planetou Sayshellského svazu čítajícího 86 planet.
Planeta Gaia náleží galaktograficky do sektoru Sayshellu – leží asi 10 parseků od Sayshellu, avšak jinak je nezávislá. Gaia zajišťovala určitý stupeň nezávislosti Sayshellskému svazu, ať již v rámci první Galaktické říše, Mezkového impéria Svaz světů či Nadace. Mezek podepsal dohodu se sayshellským prezidentem Kallem o neutralitě, neměl zájem o území v blízkosti své rodné planety Gaia.

## Siwenna
Siwenna byla v galaktické éře hlavní planetou Normannického sektoru. Po rozpadu Galaktické říše je planeta zmítána občanskými válkami a vzpourami.
Ze Siwenny pochází např. bývalý říšský patricij a senátor provinčního zákonodárného sboru Onum Barr.

## Smitheus
Svět, jenž zmíní (v knize Roboti úsvitu) Aurořan Santirix Gremionis v rozhovoru s pozemským detektivem Elijášem Baleym.

## Smushyk
Planeta zmíněná v knize Druhá Nadace. Leží na periferii Galaxie.

## Smyrno
Jedno ze čtyř království v galaktické periferii, které vzniklo rozpadem Anakreonské prefektury kolem roku 50 éry Nadace. Stejně jako ostatní 3 království pozbylo znalosti o jaderné technologii a bylo nucené přejít na ropu a uhlí. Nadace na Terminu disponuje znalostmi o atomové technologii a obstarává všem 4 královstvím technologii, čímž se zároveň chrání před útokem některého z nich (během vlády starosty Salvora Hardina).
Všechna 4 království jsou navzájem v napjatém vztahu a každé z nich se snaží získat výhodu nad ostatními. Anselm haut Rodric zmiňuje bitvu mezi Anacreonem a Smyrnem při návštěvě Terminu.

## Sol
Hvězdný systém Sol v sektoru Siria je podle zmínky Lorda Dorwina jedním z možných v Otázce původu, kde vznikl lidský život.

## Solaria
Solaria je nejmladší z padesáti Intermitentních planet. Je známa výrobou vysoce rozvinutých robotů, které vyváží do ostatních Vnějších světů. Solaria je jednou (poslední) ze tří planet v hvězdné soustavě, planetární průměr je 15 000 km (= 1,24 zemského průměru). V éře Elijáše Baleyho (kolem roku 5022 n. l.) zde žije 20 000 lidí. Severní kontinent se jmenuje Heliona. Společnost sama udržuje populaci na konstantní hodnotě (kontrolovaná porodnost), považuje ji za optimální vzhledem k vlastním potřebám izolace. Na planetě je 200 000 000 robotů, čili na jednoho obyvatele připadá 10 000 robotů. Lidé velmi zpohodlněli, roboti obstarávají téměř všechnu činnost, Solariané se zabývají většinou pouze aktivitami pro vlastní zábavu. Neexistuje zde policie, není jí zapotřebí.
Solaria praktikuje kontrolovanou porodnost a eugeniku. Provádí genetickou analýzu pro maximální čistotu genů. Pokud se projeví nějaká nevhodná mutace, narození dítěte je znemožněno. Solariané rádi nosí prsteny s kódy, které označují jejich nezávadnou genetickou stavbu. Když se děti narodí (na specializované zárodečné farmě), jsou v péči robotů. Rodiče se s nimi nestýkají, často ani neví, které dítě je jejich. Od pozdějšího věku jsou podrobeny výchově, která jim představuje sociální kontakt jako špatnou věc.
Výběr partnera pro manželství není na samotných lidech, je opět prováděn prostřednictvím genové analýzy.
Obyvatelé se vyhýbají vzájemnému kontaktu, navštěvují se pomocí trojrozměrné projekce. Za 20 000 let izolace se z lidí stali uzavření hermafrodité s minimem potřeby sociálního kontaktu. Celá planeta je rozdělena na obrovské parcely, každou z nich obýval původně jeden manželský pár. Později je nahradil jeden hermafrodit. Solariánská obydlí jsou rozlehlá, mají mnoho specializovaných místností, aby zajistila svým obyvatelům veškerý komfort. Je v nich např. několik ložnic a místností pro opravy robotů, kuchyně, hudební místnosti, pekárna, dílna, tělocvična, jídelna aj.
V této době pocházeli ze Solarie např. Hannis Gruer (šéf bezpečnosti), jeho první asistent Corwin Attlebish, Rikaine Delmarre (fetolog neboli zárodečný inženýr), jeho asistentka Klorissa Cantoro, Jothan Leebig (robotik), Atim Thool (lékař), Anselmo Quemot (sociolog), chlapec Bik, Gladia Delmarrová (manželka Rikaina Delmarra, která se po jeho smrti přestěhovala na Auroru a přijala jméno Gladia Solaria).

### Historie
Solaria byla osídlena z nedaleké planety Nexon vzdálené pouhé 2 parseky asi 300 let před érou Elijáše Baleyho (cca 4722 n. l.). Na Nexonu rostl počet obyvatel, blížil se 2 milionům a životní úroveň se začala snižovat. Z Nexonu si zámožnější obyvatelé začali pořizovat na Solarii letní domy obsluhované roboty a rozsáhlá území. Počet robotů rostl, museli být vybaveni rádiovou komunikací. Rozvíjela se tedy i robotika, byly založeny továrny na roboty a posléze i vyhloubeny doly a založeny farmy. Solaria se stala jakousi „módní“ záležitostí, vilovou planetou. Když získala svou nezávislost (i díky exportu vysoce kvalitních robotů), začala okamžitě regulovat porodnost a přistěhovalectví, aby si udržela vysokou životní úroveň. Na planetě je běžný pozemek o rozloze 10 000 čtverečních mil. Postupem času se obyvatelé stále více izolovali (v rámci Intermitentních planet i individuálně mezi sebou), až se přibližně 200 let po smrti Elijáše Baleyho přestěhovali do podzemí, veškerá aktivita na povrchu ustala. Vyvinuli humanoidní roboty (ty vyráběla i Aurora díky programu Hana Fastolfa), avšak bez robotických zákonů. Tito humanoidní roboti byli určeni k ochraně majetku na povrchu a měli příkaz zničit každého, kdo nemluvil správným solariánským dialektem (čili každého cizince / vetřelce). Solariánci rovněž vyvinuli značně miniaturizovaný nukleární zesilovač, ničivou zbraň.

### Solaria kolem roku 500 éry Nadace
Intermitentní planety vždy tíhly k silnému individualismu, na Solarii v tom pokročili nejdál. Za 20 000 let izolace se z lidí stali uzavření hermafrodité s minimem potřeby sociálního kontaktu. V letech kolem 500 éry Nadace (cca 25 067 n. l.) se počet obyvatel planety pohyboval kolem čísla 1200, veškeré území je rozděleno na teritoria, na každém z nich svrchovaně vládne jen jediný Solarian, který má k dispozici velký počet robotů. Vzájemně se nenavštěvují, jednou za čas pořádají pouze videokonference, na nichž probírají některé nezbytnosti. Každá z držav je víceméně soběstačná, některé zdroje a výrobky jsou předmětem výměnného obchodu. Solariané se také dožívají mnohem vyššího průměrného věku než ostatní lidé. Vyvinuly se u nich mozkové „lalokové usměrňovače“, díky nimž mohou zásobovat energií roboty i ovládat běžné zařízení domu. Solariané si nepřejí žádný kontakt se zbytkem Galaxie, proti narušitelům svého území se staví nepřátelsky.
V této éře pochází ze Solarie např. Sarton Bander a Fallom.

## Steffani
Planeta zmíněná v knize Druhá Nadace.

## Synnax
Planeta Synnax obíhá kolem slunce na okraji Modré hvězdokupy. Žil zde Gaal Dornick, než se připojil k psychohistorickému projektu Hari Seldona na Trantoru (a poté byl spolu s ostatními kolegy přesunut na Terminus).

## Tazenda
Tazenda je oligarchií ovládající 27 planet (včetně Rossemu), stojí stranou interstellárních vztahů. Mezek uvěřil, že je sídlem Druhé Nadace a nechal ji zničit svojí flotilou, ale byla to pouze léčka nastražená Druhou Nadací. Svou roli sehrálo i to, že jméno Tazenda zní podobně jako "Star's End" – "konec hvězd", kde se měla nacházet Druhá Nadace podle neurčitého vyjádření Hariho Seldona.
Tazenda však nebyla sídlem Druhé Nadace a Mezek byl poražen jejím Prvním Mluvčím, poté už nepředstavoval riziko pro Seldonův plán.

## Terel
Jeden z 27 Svobodných obchodních světů, kde koalice zaznamenala menší vítězství v bojích proti Mezkovi.

## Terminus

### Vesmírná a planetární geografie
Hlavní planeta První Nadace obíhající izolovanou hvězdu. Před příchodem encyklopedistů to byl liduprázdný svět, který nebyl ani součástí Galaktické říše. Byl sice prozkoumán sondami bez posádky, ale ke kolonizaci nedošlo kvůli jeho odlehlosti. Nejbližší provincií je Anacreon. Od centrální planety Galaktické říše Trantoru leží přibližně 10 000 parseků.
Planeta Terminus je dobře zásobena vodstvem a má kvalitní kyslíkovou atmosféru. Název Terminus znamená "poslední v řadě". Hlavní město Terminus City leží na rozlehlém ostrově. Z planetárního oceánu vystupuje přibližně 10 000 obydlených ostrovů.
Podnebí je mírné, planeta nedisponuje významným nerostným bohatstvím. V raném období byla ocel natolik hodnotná, že byla použita k výrobě mincí.

### Historie
Když se Galaktická říše ocitla v rozkladu, objevil se vědec-matematik Hari Seldon, jenž tvrdil, že rozpad je nevyhnutelný. Opravňovala jej k tomu statistická věda zvaná psychohistorie, kterou rozvíjel po celý život. Díky těmto tvrzením se špatnými vyhlídkami se stal nepopulární u vládních činitelů i obyvatel. Než povstane druhá Galaktická říše, uběhne 30 000 let chaosu a barbarství, v němž bude ztraceno veškeré lidské vědění. Hari Seldon se svou skupinou psychohistoriků pracovali na tzv. Seldonově plánu, jenž měl dobu temna zkrátit na
1000 let.
Seldon požádal vrchního knihovníka Galaktické knihovny na Trantoru Lase Zenowa, aby se pokusil najít vhodnou vzdálenou planetu podle psychohistorikových měřítek. Las Zenow našel Terminus, neobydlenou planetu i po 5 staletích od svého objevení. Vědec poté zmanipuloval Komisi pro veřejnou bezpečnost – vládní politický útvar Říše, aby vykázala jeho projekt na Terminus. Celkem se na planetu přestěhovalo na 100 000 lidí, kteří měli oficiálně pracovat na vytvoření souhrnu lidských vědomostí – Encyclopedia Galactica, ale především udržet upadající vědu naživu a vytvářet novou Galaktickou říši. Projekt dostal pojmenování Nadace.
Nedostatek nerostných surovin a omezené zdroje nutily Nadaci vyvíjet miniaturizované a velmi spolehlivé technologie. Tato technologická a vědecká základna se stala stěžejním faktorem moci Nadace v raných letech, poprvé proti výbojným choutkám Čtyř království a poté i proti mocným diktátorům zásobovaným dodávkami z hroutící se Říše.
V dalších stoletích Nadace získává stále větší ekonomický vliv a rozpíná se. Sdružuje mnoho světů a další jsou závislé na obchodu s ní. Terminus je na cestě stát se hlavní planetou druhé Galaktické říše.

### Města
- Agyropol
- Newton City
- Stanmark – město, kde svého času bydlel dr. Toran Darell II. se svou dcerou Arkadií Darellovou.[40]
- Terminus City – hlavní město planety.

## Trantor
Ústřední planeta první Galaktické říše a později sídlo Druhé Nadace. během éry Galaktické říše byla tato planeta administrativním srdcem Galaxie a sídlem Císaře. Je nejbližší planetou středu Galaxie, na níž je ještě možné lidské osídlení.
Poprvé se Trantor objevil v povídce publikované v Early Asimov Volume 1. Prvním románem s přítomností Trantoru je Oblázek na obloze.

### Historie a geografie
Raná historie Trantoru je popsána v románu Kosmické proudy, zde je zmíněno 5 světů Trantorské republiky, která roste a během 500 let se mění v Trantorskou konfederaci a poté v Trantorskou říši (inspirováno rozvojem starověké Římské republiky).
Postupem času Trantor ovládá téměř polovinu Galaxie, zatímco druhá půlka je rozdělena mezi nespočet nezávislých světů a miniaturních říší. Následně vzniká (první) Galaktická říše (vznik druhé Galaktické říše předpověděla Seldonova psychohistorie, má vzniknout tisíc let po pádu první Galaktické říše a sjednotitelem má být Nadace) s centrální planetou Trantorem.
Celý povrch Trantoru pokrývaly budovy a infrastruktura – ukryté pod kopulemi, na planetě se nacházelo pouze 250 čtverečních kilometrů volného povrchu (na něm se nacházel Císařský palác a jeho zahrady a také Říšská univerzita). Povrch planety je 194 000 000 km² (což je 130 % povrchu zemské souše) a čítá 45 000 000 000 (45 miliard) obyvatel (maximální hodnota). Trantorský den trvá 1,08 Standardního galaktického dne.
Po založení dvou Nadací začíná postupný rozpad první Galaktické říše a s ním i úpadek Trantoru.
Kolem roku 260 éry Nadace uskutečnil muž jménem Gilmer převrat a donutil císařskou rodinu uprchnout na nedaleký svět Delicass (posléze přejmenovaný na Neotrantor). Během nepokojů populace klesla ze 40 miliard na méně než 100 milionů, většina budov a infrastruktury byla zničena a v následujících dvou stoletích se planeta přeměnila na zemědělskou. Farmáři exportovali kov z trosek a získávali tak více půdy využitelné k zemědělství. Upadala i kultura, jazyk a technologické znalosti, farmáři si vytvořili svůj dialekt vzdálený od Standardní galaktické řeči. Svou planetu přejmenovali na Damov – zkomolenina slova "domov".
Trantor se zároveň stal sídlem Druhé Nadace, které se podařilo zachránit Galaktickou knihovnu před vypleněním – a právě v ní se nacházelo ústředí Druhé Nadace. Členové Druhé Nadace nazývají svou planetu nadále Trantor, na rozdíl od farmářů. Damované – farmáři – slouží mentalikům jako štít či obrana před možností psychického průniku neznámé síly zvenčí. Pokud by se někdo pokusil mentálně zapůsobit v blízkosti, členové Druhé Nadace to zjistí na změně myšlenkových pochodů Damovanů a jsou schopni spojit své jedinečné mozky v tzv. totální síť. Sami mohou občas provést zásah do myšlení některých lidí, avšak Damované musí zůstat nedotknuti.
Úkolem mentaliků z druhé Nadace je zabezpečit a rozvíjet psychohistorický Seldonův plán, aby později mohla vzniknout druhá Galaktická říše.

### Trantor na vrcholu slávy
Trantor byl po 12 000 let hlavní planetou impéria, které zahrnovalo celou Galaxii. Na vrcholu své slávy se ocitl teprve v době, kdy se první Galaktická říše již nacházela v rozkladu. Jeho růst vygradoval v okamžiku, kdy se stal celoplanetární megapolí s 45 000 000 000 obyvatel. Celá pohoří byla srovnána se zemí a rokliny zaplněny. Veškeré pouště a úrodné oblasti byly přeměněny v nekonečné shluky budov, ohromných skladišť potravin a náhradních dílů, inženýrských sítí a kosmodromů. Oceány byly přeměněny v obrovské podzemní nádrže pro vodní pěstitelství (jediný a zcela nedostatečný domácí zdroj potravin a minerálů).
Pod povrchem souše a pod mělčími oblastmi oceánu se nachází velké množství tunelů a chodeb, kudy vedou trasy např. aerotaxi. Jedná se o hlavní způsob dopravy.
Planeta má propracovaný systém ventilace a přerozdělování tepla. Ve velké míře se využívá sluneční energie. Nad noční polokoulí se vypínají zářící radiátory až do horních vrstev atmosféry, nad denní polokoulí se tyto opět zasouvaly pod povrch.
Kromě solárních stanic na oběžné dráze se část energie vyrábí v elektrárnách pracujících na principu jaderné fúze na ostrovech, část pochází z mikrofúzních motorů, část z větrných elektráren a část z jam, kde účinné velkoplošné měniče přeměňují vnitřní teplo na elektřinu. Nejvíce jam je v sektoru Dahl.
Spojení s Vnějšími planetami zajišťovalo 1 000 kosmodromů, 10 000 válečných kosmických lodí, 100 000 obchodních kosmických lodí a 1 000 000 nákladních plavidel. Lodě musejí dovážet na planetu potraviny z dvaceti okolních světů a vyvážet odpad. Ten je zneutralizován a slouží jako důležité organické hnojivo. Větší část odpadu/hnojiv se však použije na trantorských obrovských farmách mikroorganismů a řas.
Na Trantoru existují sociální centra, kde občané mohou po podstoupení psychoterapeutické kúry spáchat legálně sebevraždu, ta je společensky přijatelná.
Na Trantoru se nachází Říšská (či též Galaktická) knihovna a Trantorská (později známá jako Trantorská Galaktická) univerzita. Knihovna a univerzita jako jediné budovy přežily období tzv. Velkého drancování. Zde objevil Ebling Mis Druhou Nadaci, neboť ta zde měla své ústředí. V Říšské knihovně žili Toran a Bayta Darellovi deset let poté, co zabránili Mezkovi ve vypátrání polohy Druhé Nadace.
Na císařském trůnu se vystřídalo množství více či méně schopných osob, krutých i spravedlivých císařů, lstivých politiků a mocichtivých uzurpátorů a vojenských generálů. Toto prostředí doprovází vysoký stupeň byrokracie. Domoci se audience u Císaře je pro obyčejného občana prakticky vyloučeno, všichni (až na výjimky) musí projít složitým schvalovacím procesem mnoha císařských úředníků, kteří očekávají úplatek. Systém podplácení je v tomto procesu nezanedbatelný, čím výše a Císaři blíže se úředník nachází, tím vyšší honorář očekává. I tato byrokratická mašinerie si vypěstovala svou mnohaletou tradici.

### Sektory
Každá planeta v Galaktické říši je rozdělena do administrativních sektorů. Trantor jich má v době své slávy více než 800 – s průměrným počtem 50 000 000 obyvatel na sektor a průměrnou rozlohou 240 000 km² (přibližně rozloha Ugandy). Známé sektory jsou (podle abecedy):
- Anemoria – sektor, v němž měl Kaspal Kaspalov vyřadit z provozu systém větrání.[46]
- Dahl – chudý sektor, kde existují velké sociální rozdíly. Většina obyvatel je pod trantorským průměrem, pak je zde malé zastoupení střední třídy a několik jedinců velmi bohatých. Ti jsou podporování a upláceni funkcemi císařskou vládou. V Dahlu je nejvíce jam z celého Trantoru na výrobu elektřiny. Většina Dahlanů nemá ráda Říši a nenávidí císařské vojáky (nazývá je "slunečníci" podle emblému Říše – Slunce a kosmické lodi). Dahlanští muži nosí tmavé knírky a na svou ochranu nože. Nože nejsou povoleny k obraně, přesto je nabízí mnoho obchodů v Dahlu. Z Dahlu pochází např. Raych (Seldon), Yugo Amaryl, Matka Rittah, Jirad Tisalver a jeho žena Casilie Tisalverová.
  - Billibotton – nebezpečná chudinská čtvrť v Dahlu s vysokou kriminalitou. Dochází zde často k potyčkám a císařské oddíly zde mají minimální vliv.
- Ery – sektor, v němž Wanda Seldon a Stettin Palver potkají Bora Alurina.
- Hestelonia
- Imperial – sektor, na jehož území se nachází Císařský palác a Galaktická knihovna. Císařský palác není ukryt pod kopulí, zůstává pod otevřeným nebem. Během éry Trantorské republiky byly palácové pozemky majetkem rodiny Moroviů. Když se poté republika přeměnila v Galaktickou říši, začal se Trantor ukrývat pod kopule. Vládnoucí císaři však měli oblibu v otevřeném prostranství a tak se zrodila tradice.
- Jennat – v tomto sektoru se často mluví o sexu jen proto, aby se zatracoval. Dors Venabili zde strávila týden při jistém výzkumu.[14]
- Mandanov – sektor, z něhož pocházel Tamwile Elar a generál Dugal Tennar.
- Millimaru – sektor, který uvádí Raych Seldon jako místo svého narození při své infiltraci do joranumitské organizace.
- Mykogen – nepříliš vlivný a uzavřený sektor sevřený mnoha tradicemi a konvencemi. Hari Seldon se zde krátkou dobu ukrýval. Během jeho pobytu byl zdejším vládcem Sluneční pán XIV. Mykogenští muži i ženy se zbavují veškerého ochlupení, v jejich společenství je považováno za odpudivé. Je zde snaha o rovnostářství bez zbytečné okázalosti, budovy jsou stroze vybaveny, prvotní je účel. Avšak patriarchální rovnostářství – pouze mezi muži, ženy mají podřízenou pozici a méně práv. Ve zdejších podzemních zemědělských farmách se pěstují všechny druhy mikropotravin – kvasnice, řasy, baktérie atd. Produkované mykogenské jídlo a koření je proslulé a dodává se i na císařský dvůr. Slovo Mykogen znamenalo výrobce kvasnic. Mykogeňané jsou potomky Aurořanů, stále uctívají svou původní planetu a v srdci sektoru se nachází Sakratorium – chrám, v němž se modlí za návrat slavných dob.
- Nevrask – (pravděpodobně pojmenován spisovatelem podle amerického státu Nebraska).
- Severní Damiano – sektor s prestižní univerzitou.
- Streeling – Chetter Hummin se domnívá, že se sektor jmenuje podle člověka, který se tu usadil jako první. V tomto sektoru se nachází prestižní Streelingská univerzita, jež je zcela nezávislá, dokonce ani císařské oddíly nemají pravomoc zde zasahovat. Její reputace vzrostla poté, co se na ni přemístil Hari Seldon a vypracoval zde základy svého psychohistorického projektu. Univerzita se nachází hluboko pod povrchem planety, spotřebovává mnoho energie a v mnoha patrech pod povrchem jsou náklady na energii nejnižší.
- Wye – sektor, z nějž v minulosti vzešli císaři. Starosta Wye Mannix IV. byl přímým potomkem dynastie císařů. Wye je poměrně velký a zalidněný sektor ležící u jižního pólu. Moc tohoto sektoru spočívá v jeho nenahraditelnosti. Na pólech jsou výměníky tepla (na jižním vyvinutějším jich je více – vyzařují až 90 %), které teplo vyzařují do prostoru. Pokud by Wye uzavřel výměníky, ohrozil by zbytek Trantoru, v němž by stoupala teplota (ve Wye také, ale vzhledem k poloze u jižního pólu by sektor vydržel déle).[47] Během doby působení Hariho Seldona na Trantoru měla starostka Wye Rashelle I. stále ambice na císařský trůn, v čemž jí měla pomoci Seldonova psychohistorie. Převrat se nakonec neuskutečnil díky včasnému zásahu Eta Demerzela. Sektor měl tradici v odporu k entunské císařské dynastii, z níž pocházel např. Cleon I.
- Ziggoreth – další sektor s váženou univerzitou. Pojmenován spisovatelem podle Zikkuratu.

### Symbolika
Trantor reprezentuje různé aspekty civilizace. Jako nervové centrum a administrativní ústředí gigantické říše ilustruje stav, jenž může eventuálně nastat na každé vysoce urbanizované planetě. Isaac Asimov zde popsal změnu chování lidí, kteří jsou nuceni žít v obrovském počtu na malém prostoru (poprvé toto téma rozebral v románu Ocelové jeskyně). Život v podzemí či pod kopulemi megapolí dá vzniknout agorafobii – strachu a odporu z otevřených prostranství.
Sám autor byl klaustrofil, měl rád stísněné prostory a nejlépe se mu tvořilo ve svém malém pokoji. Jednou prohlásil, že v podobném stísněném prostředí, jaké popsal ve svých dílech, by chtěl žít. Nedokázal si dost dobře představit, že spousta lidí na tom nic lákavého nevidí.

## Tyrant
Podle Galaktického almanachu byl Tyrant tisícím devadesátým devátým světem osídleným člověkem. Je to pouštní planeta s vážným nedostatkem vody a proto se její obyvatelé – Tyranti vyzbrojili a napadli bohatý region Nebuly, kde ovládli padesát planet. Podařilo se jim to díky nové taktice založené na údernosti, rychlosti a kooperaci. Jejich malé kosmické lodě měly výhodu lepší manévrovatelnosti oproti velkým korábům Nebuly. Po dobytí zakázal Tyrant v podrobeném regionu technologický výzkum a výcvik kosmické pilotáže, aby si tak zajistil dlouholetou nadřazenost.

## Vega
Hlavní planeta provincie Vega v Galaktické říši, jedné z nejbohatších v celé Říši. Po rozpadu Anacreonské prefektury na 4 království (kolem roku 50 éry Nadace) obchoduje s Terminem, hlavní planetou Nadace. Vega je známa exportem tabáku vysoké kvality.

## Vincetori
Leží na standardní obchodní cestě mezi Kalganem a Tazendou.

## Voreg
Planeta v Anacreonské prefektuře, blízko hlavní planety Anacreon.

## Wanda
Zde si zřídil své dočasné velitelství říšský generál Bel Riose během války Říše s Nadací. Ducem Barr a Lathan Devers jsou drženi v zajetí právě zde. V českém překladu není planeta jmenována, je uvedena pouze jako bludná planeta, která nepatří žádnému slunci.

## Wencory
Rodná planeta Lase Zenowa, vrchního knihovníka Trantorské knihovny.

## Wotex
V knize Kosmické proudy je Wotex planetou, pod jejíž občanství se mají ukrýt Valona Marchová a Rik. Tuto identitu jim zařídí Matt Chorov – trantorský agent na Florině.

## Země
V éře Nadace (i v předchozí galaktické éře) je tato planeta opředena mnoha mýty a značná část historiků zpochybňuje její existenci. Některé legendy dokonce tvrdí, že se nachází v hyperprostoru. Další uvádí, že Země je radioaktivní, tudíž na ní nemůže existovat život a má obrovskou oběžnici. Existuje minoritní teze, že na Zemi život opravdu vznikl. Golan Trevize a dr. Janov Pelorat z Terminu se pokouší nalézt Zemi (kolem roku 500 éry Nadace). Trevize učinil rozhodnutí, že Galaxie se nakonec přemění v Galexii – soustavu s kolektivním vědomím – galaktickou obdobu planety Gaii, avšak potřebuje si svou volbu zdůvodnit a domnívá se, že klíč k jeho podvědomému rozhodnutí leží na Zemi. Jejich společné úsilí přinese své ovoce a badatelé Zemi naleznou. Ukáže se však, že legendy nelhaly, Země je skutečně radioaktivní (příběh o zvýšení radioaktivity zemské kůry je popsán v knize Roboti a impérium).

## Zeon
Na této planetě došlo v roce 11 959 galaktické éry k povstání, které zřejmě způsobilo oslabení císařského vlivu na okrajové oblasti Galaktické říše a jejich postupné odtrhávání.

## Zoranel
Planeta, kterou zmínil dr. Toran Darell II. Kolem roku 378 éry Nadace měla sloužit jako exil pro členy Druhé Nadace včetně Pellease Anthora po jejich identifikování. Poté už by si První Nadace mohla být relativně jista, že do běhu událostí nikdo nezasahuje.